# Robert Lembke

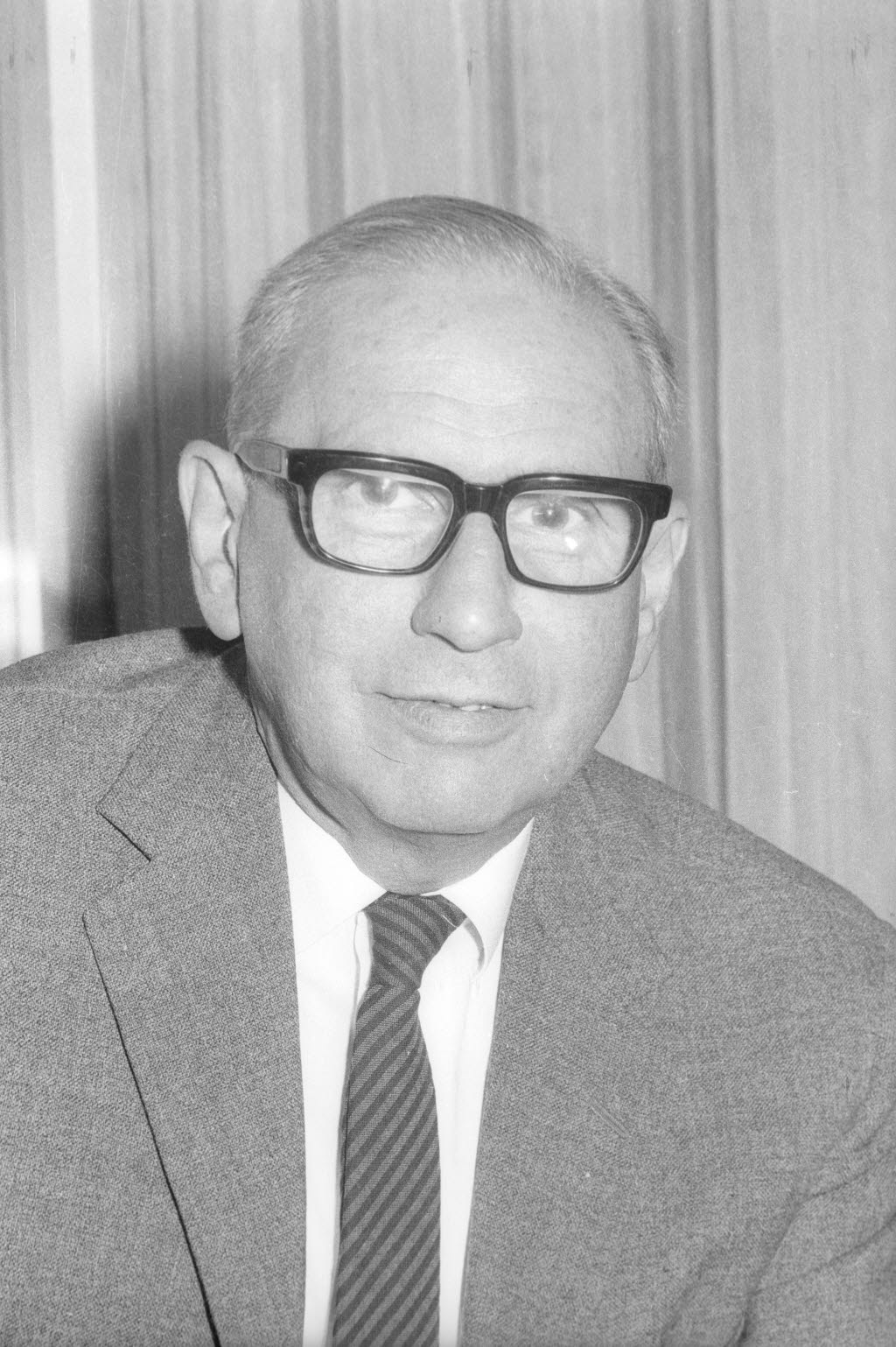
Robert Lembke als Aufsichtsratsmitglied des Deutschen Olympiazentrums Radio Television auf der Kieler Woche 1969

Robert Emil Lembke (geboren als Robert Emil Weichselbaum; * 17. September 1913 in München; † 14. Januar 1989 ebenda) war ein deutscher Journalist und Fernsehmoderator.

## Leben
Robert Lembke wurde 1913 als Sohn des aus Österreich stammenden jüdischen Herrenmode-Händlers Ignaz Weichselbaum und dessen Frau Maria, geb. Lembke († 1937) geboren. Seine Eltern ließen sich 1918 scheiden. Der Vater emigrierte aufgrund seiner jüdischen Herkunft 1936 nach Großbritannien. Die Mutter heiratete 1924 den aus Marczinawolla in Ostpreußen stammenden Geschäftsmann und späteren Fabrikdirektor Gustav Posega (1878–1941). Posega wurde nach jahrelanger Haft als „lebensunwert“ im Jahr 1941 in einer Pflegeeinrichtung getötet.
Lembke war in seiner Jugend Mannschaftsführer einer Jugendmannschaft des FC Bayern München, wurde aber 1935 wegen des Arierparagraphen des Vereins ausgeschlossen.
Lembke begann mit 18 Jahren ein Jurastudium, das er abbrach, und arbeitete zunächst als Zeitungsjournalist, unter anderem beim Berliner Tageblatt und beim Simplicissimus. Als er sich weigerte, eine Loyalitätserklärung zu unterschreiben, durfte er in der Zeit des Nationalsozialismus nicht mehr als Journalist arbeiten und fand eine Stelle bei der I.G. Farben, für die er Anzeigen und Leuchtfarben verkaufte. 1935 gelang es ihm in Wien, den jüdischen Namen Weichselbaum abzulegen und den Geburtsnamen seiner Mutter Lembke anzunehmen. Dies war damals nur möglich, da er aufgrund seines Vaters auch die österreichische Staatsbürgerschaft besaß.
Kurz nach dem Tod seiner Mutter heiratete Lembke im August 1937 Heidi Berthold und wurde 1938 Vater einer Tochter. Er versteckte sich 1944 im bayerischen Dorf Fürholzen, um der NS-Verfolgung zu entgehen.
Nach dem Zweiten Weltkrieg baute Lembke gemeinsam mit Hans Habe, Erich Kästner und Stefan Heym in München Die Neue Zeitung auf; Lembke übernahm dabei die Leitung des Ressorts Innenpolitik.
Ab 1949 arbeitete er beim Bayerischen Rundfunk in verschiedenen Funktionen, unter anderem als Hörfunkchef, als stellvertretender Chefredakteur und Leiter der Nachrichtenabteilung. Bei der Fußball-Weltmeisterschaft 1954 war er beim legendären Wunder von Bern Assistent von Herbert Zimmermann. 1956 wurde er Chefredakteur und stellvertretender Fernsehdirektor. Ab 1969 war er Geschäftsführer des Deutschen Olympiazentrums und 1972 für die Rundfunk- und Fernsehübertragungen von den Olympischen Sommerspielen in München verantwortlich. Schließlich wurde er Chefredakteur des Bayerischen Rundfunks und stellvertretender Programmdirektor der ARD. Er war auch als Regisseur für die Übertragung der Fußball-Weltmeisterschaft 1974 verantwortlich.
1952 präsentierte Lembke im Bayerischen Rundfunk die Quizsendung Wann — wo — wie — warum?. Von 1955 bis 1958 und von 1961 bis 1989 moderierte er 337 Folgen der Sendung Was bin ich? im Ersten Deutschen Fernsehen, in der vier Prominente (langjährig insbesondere: Hans Sachs, Marianne Koch im Wechsel mit Anneliese Fleyenschmidt, Annette von Aretin und Guido Baumann aus der Schweiz) durch Ja/Nein-Fragen den Beruf eines Kandidaten erraten mussten. Ähnlich erfolgreich war seine Ratesendung 17 + 4 – Ein heiteres Stegreifspiel, die im Hörfunkprogramm des Norddeutschen Rundfunks in 320 Folgen vom 20. Januar 1957 bis 4. März 1984 live aus dem Studio Hamburg ausgestrahlt wurde. Auch hier gehörten zu Lembkes Rateteam stets vier Prominente, darunter ebenfalls Annette von Aretin, ferner im Wechsel Irene Zander, Hannelore Krollpfeiffer, Herbert Zimmermann, Werner Steinhoff und Hermann Rockmann. In dieser Sendereihe musste das Rateteam, das jeweils von einem Ehrengast verstärkt wurde, mit 17 und 4, also 21 Ja/Nein-Fragen von Hörern eingesandte Begriffe erraten. Am Schluss jeder Sendung gab es ein Talerspiel, in dem zunächst der Ehrengast und danach Freiwillige aus dem Publikum zwei Minuten lang Fragen des Rateteams beantworten mussten, ohne die Worte „ja“, „nein“, „schwarz“ und „weiß“ zu verwenden. In den 1970er Jahren produzierte das Landesstudio OÖ des ORF eigene Folgen dieser Hörfunkreihe. Moderator war auch hier Robert Lembke, aus dem Rateteam des NDR wurde Annette von Aretin übernommen, die weiteren Mitglieder kamen aus Österreich.

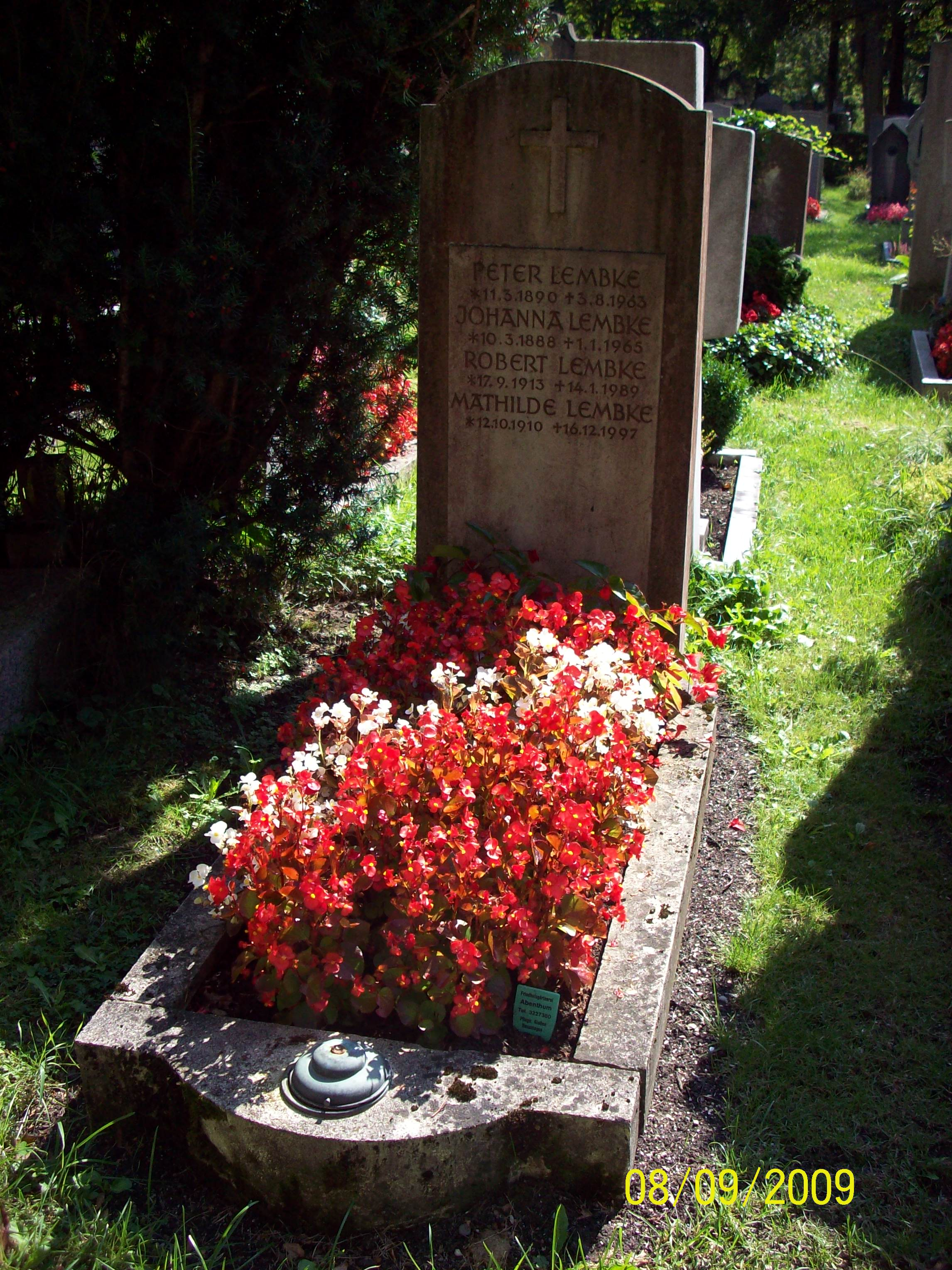
Grab von Robert Lembke (2009)

Robert Lembke prägte und veröffentlichte zahlreiche Bonmots und Aphorismen. Er war Ehrenmitglied beim FC Bayern München. Lembke starb 1989 nach einer Herzoperation und wurde auf dem Westfriedhof in München beigesetzt.
Eric Friedler, damals Leiter der ARD-Abteilung Dokumentarfilm, und Regisseur und Drehbuchautor Niki Stein begannen ab August 2019 nach jahrelangen Recherchen mit der Arbeit am NDR/SWR-Dokudrama Robert Lembke – Wer bin ich?, in dem auch bisher unbekanntes Archivmaterial neue Einblicke in das Leben Lembkes geben sollte. Eine Aufführung des Films war ursprünglich im Sommer 2020 vorgesehen, jedoch befand sich der Film im September 2020 noch in Produktion. Am 14. März 2025 wurde der ARD-Dokumentarfilm Lembke – Wer bin ich? unter der Regie von Martin Weinhart, der für das Projekt ein Jahr lang recherchiert hatte, in der Hochschule für Fernsehen und Film München voraufgeführt. Er verbindet Archivmaterial, Interviews und Spielszenen, wobei Lembke von Johann von Bülow dargestellt wird.
Robert Lembke ist der Großvater der Autorin Linda Benedikt.

## Auszeichnungen
- Goldene Kamera 1967 in der Kategorie Beste Moderation für Was bin ich?
- Bayerischer Verdienstorden (1970)
- Bundesverdienstkreuz 1. Klasse (1975)
- Goldene Kamera 1982 in der Kategorie Ehrenkamera „30 Jahre Fernsehen“
- Bambi (1985)